# 与湾大親
与湾大親（ゆわんうふうや、與湾大親)生年不詳 - 1537年）は、琉球王国尚清王の時代、奄美大島を治めた大親の1人。奄美方言では、「ユアン」と発音する。 
奄美大島在地の豪族で、尚清王より大親に任命された。王国に忠誠を誓い、善政を敷いた。しかし、他の大親の妬みを買い、反逆の企てがあると王国政府に讒訴された。尚清王は軍の総大将に根差部親方を任命し、与湾追討軍を大島に派遣した。軍が上陸すると与湾大親は自ら縊死し、その息子の糠中城（ぬかなかぐすく）は琉球へ連行された。
糠中城は父の潔白を証し、のち王に重用された。糠中城の子・（大）浦添親方良憲（馬氏小禄殿内元祖）は三司官に昇進している。馬氏小禄殿内は五大名門の一つとして、その後も三司官を多数輩出するなど、琉球屈指の名門として栄えた。
鹿児島県大島郡宇検村の湯湾岳頂上付近には與湾大親の碑(墓)があり、
居城があったとされる鹿児島県奄美市笠利町大字用安には与湾大親神社がある。